# Voetbalkampioenschap van Elbe-Elster 1911/12
In 1911/12 werd het eerste voetbalkampioenschap van Elbe-Elster gespeeld, dat georganiseerd werd door de Midden-Duitse voetbalbond. De competitie werd op 14 oktober 1911 opgericht. FC Viktoria Wittenberg, dat het seizoen begonnen was in de Anhaltse competitie verliet deze competitie om zich hierbij aan te sluiten. De kampioen mocht dit jaar nog niet deelnemen aan de Midden-Duitse eindronde. FC Viktoria Wittenberg werd ongeslagen kampioen. 
De wedstrijd Sportfreunde Torgau-Alemannia Jessen werd niet gespeeld en beide clubs kregen deze wedstrijd als een nederlaag aangerekend. 

## 1. Klasse
| Plaats | Club                      | Wed. | W | G | V | Saldo | Ptn.  |
| ------ | ------------------------- | ---- | - | - | - | ----- | ----- |
| 1.     | FC Viktoria 07 Wittenberg | 6    | 6 | 0 | 0 | 43:01 | 12:00 |
| 2.     | FC Preußen Torgau         | 6    | 5 | 0 | 1 | 41:08 | 10:02 |
| 3.     | VfB Herzberg              | 6    | 4 | 0 | 2 | 17:07 | 08:04 |
| 4.     | FC Sportfreunde Torgau    | 6    | 2 | 0 | 4 | 03:42 | 04:08 |
| 5.     | FC Hertha Wittenberg      | 6    | 2 | 0 | 4 | 05:07 | 04:08 |
| 6.     | SC Viktoria Jüterbog      | 6    | 1 | 0 | 5 | 03:30 | 02:10 |
| 7.     | FC Allemannia Jessen      | 6    | 0 | 0 | 6 | 01:18 | 00:12 |

|  | Kampioen |